# Island beim Eurovision Song Contest
Teilnehmende Rundfunkanstalt

Erste Teilnahme
1986
Anzahl der Teilnahmen
37 (Stand 2025)
Höchste Platzierung
2 (1999, 2009)
Höchste Punktzahl
378 (2021)
Niedrigste Punktzahl
0 (1989)
Punkteschnitt (seit erstem Beitrag)
68,33 (Stand 2021)
Punkteschnitt pro abstimmendem Land im 12-Punkte-System
1,85 (Stand 2021)
Dieser Artikel befasst sich mit der Geschichte Islands als Teilnehmer am Eurovision Song Contest.

## Regelmäßigkeit der Teilnahme und Erfolge im Wettbewerb

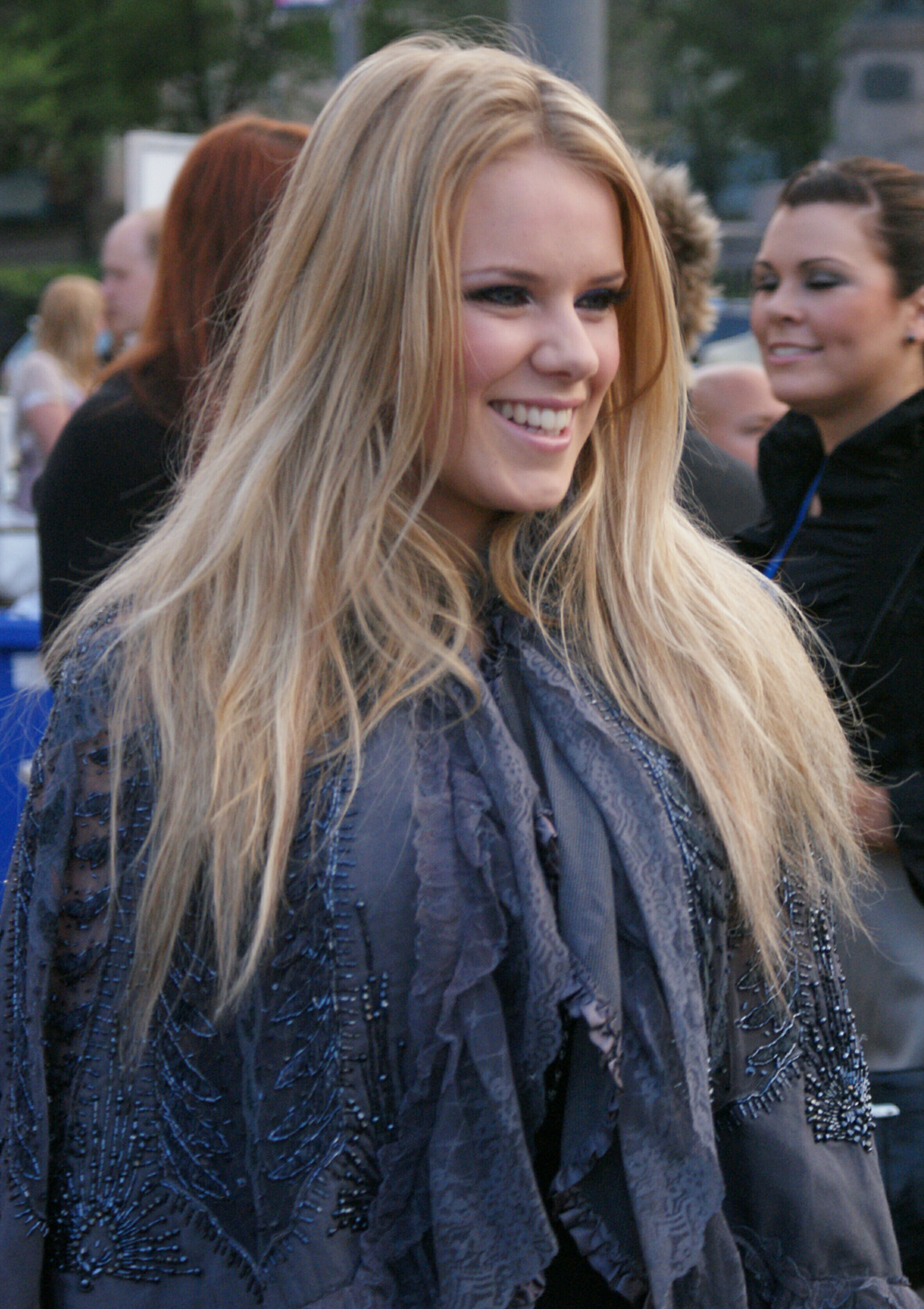
Yohanna holte 2009 Islands bis heute bestes Ergebnis

Island konnte erst ab 1986 teilnehmen, da vorher die Datenfernübertragung auf die entlegene Insel technisch nicht realisierbar war. Das Debüt 1986 war allerdings von wenig Erfolg gekrönt. Die Band ICY holte mit Platz 16 von 20 eine eher schlechte Platzierung. Aber auch 1987 und 1988 wurde nur Platz 16 erreicht, womit das Land dreimal in Folge denselben Platz erreichte. 1989 folgte dann die bis dahin schlechteste Platzierung im Wettbewerb. Daníel Ágúst landete auf dem letzten Platz und erreichte keinen einzigen Punkt. Dementsprechend erfolgreicher war dann 1990 das Duo Stjórnin. Sie erreichten Platz 4 und mit 124 Punkten Islands bis dahin bestes Ergebnis. Nach einem durchschnittlichen Platz 15 1991, folgte 1992 dann schon die zweite Platzierung unter den besten Zehn. Die Band Heart 2 Heart erreichte schließlich Platz 7. Von 1993 bis 1997 erreichte Island dann viele durchschnittliche Platzierung. 1994 landete der isländische Beitrag auf Platz 12, 1993 und 1996 auf Platz 13, 1995 auf Platz 15 und 1997 schließlich auf Platz 20. Durch diese eher schwachen Platzierungen musste das Land dann 1998 erstmals beim Wettbewerb aussetzen. Erst 1999 durfte das Land wieder teilnehmen.
1999 war die Rückkehr dann sehr erfolgreich. Selma holte mit Platz 2 fast Islands ersten Sieg und mit 146 Punkten Islands bis dahin bestes Ergebnis im Wettbewerb. Im Jahre 2000 wurde mit Platz 12 allerdings wieder nur ein durchschnittlicher Platz erreicht. 2001 wurde Island dann mit dem geteilten letzten Platz zum bereits zweiten Mal Letzter. Daraufhin musste das Land 2002 erneut aussetzen. Erst 2003 durfte das Land wieder teilnehmen und erreichte in demselben Jahr mit Platz 8 eine weitere Platzierung unter den besten Zehn. 2004 hingegen wurde mit Platz 19 wieder nur ein mäßiges Ergebnis erreicht. 2005 wurde dann erneut Selma geschickt, die 1999 Platz 2 holte. Allerdings war ihre zweite Teilnahme wenig erfolgreich. Selma erreichte im Halbfinale mit Platz 16 nicht das Finale und war damit die erste isländische Interpretin, die sich nicht für das Finale qualifizieren konnte. Allerdings gelang es den isländischen Interpreten 2006 und 2007 ebenfalls nicht das Finale zu erreichen. Somit war Island zum ersten Mal dreimal in Folge nicht im Finale vertreten. Erst ab 2008 lief es für Island wieder besser im Wettbewerb.
2008 schaffte es das Duo Euroband dann sich für das Finale zu qualifizieren, was den ersten isländischen Beitrag im Finale seit vier Jahren darstellte. Mit Platz 14 wurde dann aber nur ein durchschnittliches Ergebnis erreicht. 2009 folgte dann Islands bisher erfolgreichster Beitrag. Yohanna konnte das Halbfinale gewinnen und war somit für das Finale qualifiziert. Dort holte sie mit Platz 2 Islands beste Platzierung seit zehn Jahren. Mit 218 Punkten holte sie allerdings mehr Punkte als Selma 1999, womit sie Islands bis heute bestes Ergebnis holte. Ihre Punktzahl stellte außerdem Islands bis dahin höchste Punktzahl im Wettbewerb dar. Im Jahr 2010 konnte dieser Erfolg allerdings nicht wiederholt werden. Hera Björk erreichte im Halbfinale zwar Platz 3 und qualifizierte sich somit für das Finale, konnte dort aber nur Platz 19 erreichen und holte damit eine weitere durchschnittliche Platzierung für das Land. 2011 und 2012 holten die isländischen Interpreten mit je Platz 20 dann eher mäßige Ergebnisse. Auch 2013 erreichte Eyþór Ingi mit Platz 17 wieder nur ein durchschnittliches Ergebnis. Auch 2014 holten Pollapönk mit Platz 15 zwar das beste Ergebnis seit 2009, insgesamt war der Platz aber eher nur eine durchschnittliche Platzierung. Nichtsdestotrotz nahm Island von 2008 bis 2014 durchgehend im Finale teil. 2015 scheiterte María Ólafs dann im Halbfinale, womit Island das erste Mal seit acht Jahren nicht im Finale vertreten war. Mit dem drittletzten Platz scheiterte sie zudem deutlich an der Qualifikation. Auch Greta Salóme 2016, die bereits 2012 zusammen mit Jónsi teilnahm und Platz 20 erreichte, schied bereits im Halbfinale aus. Auch Svala konnte sich 2017 nicht für das Finale qualifizieren und scheiterte mit Platz 15 deutlich an der Qualifikation. 2018 folgte dann der bisherige Tiefpunkt Islands beim ESC. Ari Ólafsson wurde Letzter im Halbfinale, womit Island zum ersten Mal viermal in Folge das Finale verpasste. Dazu erhielt er 0 Punkte vom Televoting und nur 14 Punkte von der Jury. Außerdem wurde er Gesamtletzter, womit er Platz 43 erreichte, was Islands schlechteste Platzierung im Wettbewerb darstellt.
2019 gelang der Insel dann jedoch wieder nach vier Jahren der Einzug ins Finale, nachdem die Band Hatari Platz 3 im Halbfinale belegten. Im Finale erreichte Island mit Platz 10 die beste Platzierung seit zehn Jahren. Außerdem erreichte das Land 2019 mit 232 Punkten eine bis dahin neue Höchstpunktzahl. 2021 belegte die Band Daði & Gagnamagnið Platz 2 im Halbfinale und qualifizierten sich somit für das Finale. Im Finale schaffte es die Gruppe dann sogar Hataris Erfolg von 2019 zu übertreffen und belegte am Ende Platz 4, was das drittbeste Ergebnis Islands im Wettbewerb darstellt. Mit 378 Punkten wurde die Höchstpunktzahl von 2019 übertroffen und gilt somit nun für 2021. Auch 2022 erreichte man mit Systur das Finale. Mit Platz 23 von 25 erzielten sie allerdings nur einen Platz unter den Letzten im Finale. 2023 konnte man mit der Vertreterin Diljá nicht mehr an einer Finalteilnahme anknüpfen: Island schied zum ersten Mal seit 2018 im Halbfinale aus, wenn auch nur knapp als Elftplatzierter. 2024 schied Island als Letztplatzierter im Halbfinale erneut aus. 2025 hingegen konnte sich das Land nach zwei Nichtqualifikationen wieder für das Finale qualifizieren, wo man mit Platz 25 von 26 allerdings nur den vorletzten Platz belegte.
Insgesamt landeten also 10 von den 37 Beiträgen in der linken Tabellenhälfte. Dazu verpasste das Land bisher neunmal das Finale und wurde dreimal Letzter. Trotzdem landete das Land bisher zwei Mal auf Platz 2, gewann den Wettbewerb 1999 und 2009 also fast. Mit weiteren Platzierungen unter den ersten Zehn gehört der Inselstaat zu den durchschnittlich erfolgreichen Teilnehmern im Wettbewerb. Von 2008 bis 2014 konnte man sich zudem durchgängig für das Finale qualifizieren. Island ist allerdings das einzige nordische bzw. skandinavische Land, das den Wettbewerb bislang noch nicht gewinnen konnte, während Dänemark, Schweden, Norwegen und Finnland schon mindestens ein Mal den Sieg erzielten. Das Land wartet seit 1986 demnach noch auf einen Sieg.

## Liste der Beiträge
Farblegende:
– 1. Platz. 
– 2. Platz. 
– 3. Platz. 
– Punktgleichheit mit dem letzten Platz.
– ausgeschieden im Halbfinale/in der Qualifikation/im osteuropäischen Vorentscheid.
– keine Teilnahme/nicht qualifiziert.
– Absage des Eurovision Song Contests.
| Jahr | Interpret            | Lied Musik (M) und Text (T) | Sprache               | Übersetzung                      | Finale                                           | Finale                                           | Halbfinale/ Qualifikation                        | Halbfinale/ Qualifikation                        | Nationaler Vorentscheid        |
| Jahr | Interpret            | Lied Musik (M) und Text (T) | Sprache               | Übersetzung                      | Platz                                            | Punkte                                           | Platz                                            | Punkte                                           | Nationaler Vorentscheid        |
| ---- | -------------------- | --- | --------------------- | -------------------------------- | ------------------------------------------------ | ------------------------------------------------ | ------------------------------------------------ | ------------------------------------------------ | ------------------------------ |
| 1986 | ICY                  | Gleðibankinn M/T: Magnús Eiríksson | Isländisch            | Freudenbank                      | 16 / 20                                          | 19                                               | Kein Halbfinale stattgefunden                    | Kein Halbfinale stattgefunden                    | Söngvakeppni Sjónvarpsins 1986 |
| 1987 | Halla Margrét        | Hægt og hljótt M/T: Valgeir Guðjónsson | Isländisch            | Langsam und leise                | 16 / 22                                          | 28                                               | Kein Halbfinale stattgefunden                    | Kein Halbfinale stattgefunden                    | Söngvakeppni Sjónvarpsins 1987 |
| 1988 | Beathoven            | Þú og þeir (Sókrates) M/T: Sverrir Stormsker | Isländisch            | Du und sie (Sokrates)            | 16 / 21                                          | 20                                               | Kein Halbfinale stattgefunden                    | Kein Halbfinale stattgefunden                    | Söngvakeppni Sjónvarpsins 1988 |
| 1989 | Daníel Ágúst         | Það sem enginn sér M/T: Valgeir Guðjónsson | Isländisch            | Was niemand sieht                | 22 / 22                                          | 0                                                | Kein Halbfinale stattgefunden                    | Kein Halbfinale stattgefunden                    | Söngvakeppni Sjónvarpsins 1989 |
| 1990 | Stjórnin             | Eitt lag enn M: Hörður G. Ólafsson; T: Aðalsteinn Ásberg Sigurðsson | Isländisch            | Noch ein Lied                    | 4 / 22                                           | 124                                              | Kein Halbfinale stattgefunden                    | Kein Halbfinale stattgefunden                    | Söngvakeppni Sjónvarpsins 1990 |
| 1991 | Stefán & Eyfi        | Draumur um Nínu M/T: Eyjólfur Kristjánsson | Isländisch            | Der Traum über Nina              | 15 / 22                                          | 26                                               | Kein Halbfinale stattgefunden                    | Kein Halbfinale stattgefunden                    | Söngvakeppni Sjónvarpsins 1991 |
| 1992 | Heart 2 Heart        | Nei eða já M: Friðrik Karlsson, Grétar Örvarsson; T: Stefán Hilmarsson | Isländisch            | Nein oder ja                     | 7 / 23                                           | 80                                               | Kein Halbfinale stattgefunden                    | Kein Halbfinale stattgefunden                    | Söngvakeppni Sjónvarpsins 1992 |
| 1993 | Inga                 | Þá veistu svarið M: Jon Kjell Seljeseth; T: Friðrik Sturluson | Isländisch            | Dann wirst du die Antwort kennen | 13 / 25                                          | 42                                               | Kein Halbfinale stattgefunden                    | Kein Halbfinale stattgefunden                    | Söngvakeppni Sjónvarpsins 1993 |
| 1994 | Sigga                | Nætur M: Friðrik Karlsson; T: Stefán Hilmarsson | Isländisch            | Nächte                           | 12 / 25                                          | 49                                               | Direkt für das Finale qualifiziert               | Direkt für das Finale qualifiziert               | Söngvakeppni Sjónvarpsins 1994 |
| 1995 | Bo Halldórsson       | Núna M: Bo Halldórsson, Ed Welch; T: Jón Örn Marinósson | Isländisch            | Jetzt                            | 15 / 23                                          | 31                                               | Direkt für das Finale qualifiziert               | Direkt für das Finale qualifiziert               | interne Auswahl                |
| 1996 | Anna Mjöll           | Sjúbídú M/T: Anna Mjöll Ólafsdóttir, Ólafur Gaukur Þórhallsson | Isländisch            | Schubidu                         | 13 / 23                                          | 51                                               | 10 / 29                                          | 49                                               | interne Auswahl                |
| 1997 | Paul Oscar           | Minn hinsti dans M: Paul Oscar, Trausti Haraldsson; T: Paul Oscar | Isländisch            | Mein letzter Tanz                | 20 / 25                                          | 18                                               | Direkt für das Finale qualifiziert               | Direkt für das Finale qualifiziert               | interne Auswahl                |
| 1998 | Nicht qualifiziert   | Nicht qualifiziert | Nicht qualifiziert    | Nicht qualifiziert               | Nicht qualifiziert                               | Nicht qualifiziert                               | Nicht qualifiziert                               | Nicht qualifiziert                               | Nicht qualifiziert             |
| 1999 | Selma                | All Out of Luck M: Þorvaldur Bjarni Þorvaldsson, Sveinbjörn I. Baldvinsson, Selma Björnsdóttir; T: Þorvaldur Bjarni Þorvaldsson                                            | Englisch              | Vom Glück verlassen              | 2 / 23                                           | 146                                              | Direkt für das Finale qualifiziert               | Direkt für das Finale qualifiziert               | interne Auswahl                |
| 2000 | August & Telma       | Tell Me! M: Örlygur Smári; T: Örlygur Smári, Sigurður Örn Jónsson | Englisch              | Sag es mir!                      | 12 / 24                                          | 45                                               | Direkt für das Finale qualifiziert               | Direkt für das Finale qualifiziert               | Söngvakeppni Sjónvarpsins 2000 |
| 2001 | Two Tricky           | Angel M: Einar Bárðarson, Magnús Þór Sigmundsson; T: Einar Bárðarson | Englisch              | Engel                            | 22 / 23                                          | 3                                                | Direkt für das Finale qualifiziert               | Direkt für das Finale qualifiziert               | Söngvakeppni Sjónvarpsins 2001 |
| 2002 | Nicht qualifiziert   | Nicht qualifiziert | Nicht qualifiziert    | Nicht qualifiziert               | Nicht qualifiziert                               | Nicht qualifiziert                               | Nicht qualifiziert                               | Nicht qualifiziert                               | Nicht qualifiziert             |
| 2003 | Birgitta             | Open Your Heart M: Birgitta Haukdal; T: Hallgrímur Óskarsson | Englisch              | Öffne Dein Herz                  | 8 / 26                                           | 81                                               | Direkt für das Finale qualifiziert               | Direkt für das Finale qualifiziert               | Söngvakeppni Sjónvarpsins 2003 |
| 2004 | Jónsi                | Heaven M: Sveinn Rúnar Sigurðsson; T: Magnús Þór Sigmundsson | Englisch              | Himmel                           | 19 / 24                                          | 16                                               | Direkt für das Finale qualifiziert               | Direkt für das Finale qualifiziert               | interne Auswahl                |
| 2005 | Selma                | If I Had Your Love M: Þ. Þorvaldsson, Vignir Vigfusson; T: Selma, Linda Thompson                                                                                           | Englisch              | Wenn Du mich lieben würdest      | Ausgeschieden                                    | Ausgeschieden                                    | 16 / 25                                          | 52                                               | interne Auswahl                |
| 2006 | Silvía Nótt          | Congratulations M: Þorvaldur Bjarni Þorvaldsson; T: Silvia Night | Englisch              | Herzlichen Glückwunsch           | Ausgeschieden                                    | Ausgeschieden                                    | 13 / 24                                          | 62                                               | Söngvakeppni Sjónvarpsins 2006 |
| 2007 | Eiríkur Hauksson     | Valentine Lost M: Sveinn Rúnar Sigurðsson; T: Peter Fenner | Englisch              | Verlorenes Valentinstagsgeschenk | Ausgeschieden                                    | Ausgeschieden                                    | 13 / 28                                          | 77                                               | Söngvakeppni Sjónvarpsins 2007 |
| 2008 | Euroband             | This Is My Life M: Örlygur Smári; T: Paul Oscar, Peter Fenner | Englisch              | Das ist mein Leben               | 14 / 25                                          | 64                                               | 8 / 19                                           | 68                                               | Söngvakeppni Sjónvarpsins 2008 |
| 2009 | Yohanna              | Is It True? M/T: Óskar Páll Sveinsson, Chris Neil, Tinatin | Englisch              | Ist es wahr?                     | 2 / 25                                           | 218                                              | 1 / 18                                           | 174                                              | Söngvakeppni Sjónvarpsins 2009 |
| 2010 | Hera Björk           | Je ne sais quoi M/T: Örlygur Smári, Hera Björk | Englisch, Französisch | Ich weiß nicht was               | 19 / 25                                          | 41                                               | 3 / 17                                           | 123                                              | Söngvakeppni Sjónvarpsins 2010 |
| 2011 | Sjonni’s Friends     | Coming Home M: Sigurjón Brink; T: Þórunn Erna Clausen | Englisch              | Heimkehren                       | 20 / 25                                          | 61                                               | 4 / 19                                           | 100                                              | Söngvakeppni Sjónvarpsins 2011 |
| 2012 | Greta Salóme & Jónsi | Never Forget M/T: Greta Salóme | Englisch              | Vergesse nie                     | 20 / 26                                          | 46                                               | 8 / 18                                           | 75                                               | Söngvakeppnin 2012             |
| 2013 | Eyþór Ingi           | Ég á Líf M/T: Örlygur Smári, Pétur Örn Gudmundsson | Isländisch            | Ich habe ein Leben               | 17 / 26                                          | 47                                               | 6 / 17                                           | 72                                               | Söngvakeppnin 2013             |
| 2014 | Pollapönk            | No Prejudice M: Heiðar Örn Kristjánsson; T: Heidar Orn Kristjansson, Haraldur Freyr Gislason, John Grant                                                                   | Englisch              | Keine Vorurteile                 | 15 / 26                                          | 58                                               | 8 / 16                                           | 61                                               | Söngvakeppnin 2014             |
| 2015 | María Ólafsdóttir    | Unbroken M: Ásgeir Orri Ásgeirsson, Pálmi Ragnar Ásgeirsson, Sæþór Kristjánsson; T: Ásgeir Orri Ásgeirsson, Pálmi Ragnar Ásgeirsson, Sæþór Kristjánsson, María Ólafsdóttir | Englisch              | Ungebrochen                      | Ausgeschieden                                    | Ausgeschieden                                    | 15 / 17                                          | 14                                               | Söngvakeppnin 2015             |
| 2016 | Greta Salóme         | Hear Them Calling M/T: Greta Salóme Stefánsdóttir | Englisch              | Höre sie rufen                   | Ausgeschieden                                    | Ausgeschieden                                    | 14 / 18                                          | 51                                               | Söngvakeppnin 2016             |
| 2017 | Svala                | Paper M: Svala Björgvinsdóttir, Einar Egilsson, Lester Mendez, Lily Elise; T: Svala Björgvinsdóttir, Lily Elise                                                            | Englisch              | Papier                           | Ausgeschieden                                    | Ausgeschieden                                    | 15 / 18                                          | 60                                               | Söngvakeppnin 2017             |
| 2018 | Ari Ólafsson         | Our Choice M/T: Þórunn Erna Clausen | Englisch              | Unsere Wahl                      | Ausgeschieden                                    | Ausgeschieden                                    | 19 / 19                                          | 15                                               | Söngvakeppnin 2018             |
| 2019 | Hatari               | Hatrið mun sigra M/T: Hatari | Isländisch            | Hass wird siegen                 | 10 / 26                                          | 232                                              | 3 / 17                                           | 221                                              | Söngvakeppnin 2019             |
| 2020 | Daði & Gagnamagnið   | Think About Things M/T: Daði Freyr | Englisch              | Über Dinge denken                | Absage wegen der COVID-19-Pandemie durch die EBU | Absage wegen der COVID-19-Pandemie durch die EBU | Absage wegen der COVID-19-Pandemie durch die EBU | Absage wegen der COVID-19-Pandemie durch die EBU | Söngvakeppnin 2020             |
| 2021 | Daði & Gagnamagnið   | 10 Years M/T: Daði Freyr | Englisch              | 10 Jahre                         | 4 / 26                                           | 378                                              | 2 / 17                                           | 288                                              | interne Auswahl                |
| 2022 | Systur               | Með Hækkandi Sól M/T: Lovísa Elísabet Sigrúnardóttir | Isländisch            | Mit der aufgehenden Sonne        | 23 / 25                                          | 20                                               | 10 / 17                                          | 103                                              | Söngvakeppnin 2022             |
| 2023 | Diljá                | Power M/T: Diljá Pétursdóttir, Pálmi Ragnar Ásgeirsson | Englisch              | Kraft                            | Ausgeschieden                                    | Ausgeschieden                                    | 11 / 16                                          | 44                                               | Söngvakeppnin 2023             |
| 2024 | Hera Björk           | Scared of Heights M/T: Ásdís María Viðarsdóttir, Michael Burek, Jaro Omar, Ferras Alqaisi                                                                                  | Englisch              | Höhenangst                       | Ausgeschieden                                    | Ausgeschieden                                    | 15 / 15                                          | 3                                                | Söngvakeppnin 2024             |
| 2025 | Væb                  | Róa M/T: Hálfdán Helgi Matthíasson, Matthías Davíð Matthíasson, Ingi Þór Garðarsson                                                                                        | Isländisch            | Rudern                           | 25 / 26                                          | 33                                               | 6 / 15                                           | 97                                               | Söngvakeppnin 2025             |

## Nationale Vorentscheide
Bis einschließlich 1994 wurden alle isländischen Beiträge in einem nationalen Vorentscheid gewählt, 1990 gab es zudem zwei Halbfinalrunden. Oft wurden die Auswahl nach der Entscheidung noch verändert: 1986 wurde der Beitrag ursprünglich nur von Pálmi Gunnarsson vorgetragen, die Gruppe Icy wurde erst später gebildet. 1994 war der Fernsehsender RÚV unzufrieden und ersetzte zum einen die Sängerin Sigrún Eva Ármannsdóttir durch Sigríður Beinteinsdóttir (mit der sie zwei Jahre zuvor noch in der Gruppe Heart2Heart gesungen hatte) und zum anderen wurde das Lied Nætur von Frank McNamara neu arrangiert.
In der Phase 1995 bis einschließlich 1999 wurden alle Beiträge intern ausgewählt, bevor bis 2003 wieder ein Vorentscheid nach altem Konzept eingeführt wurde, der aber 2004 und 2005 erneut der internen Auswahl weichen musste. 2006 wurde ein neuer Vorentscheidmodus eingeführt, der drei Halbfinalrunden mit je acht Titeln umfasste. Das Konzept erzielte hohe Quoten, sodass es 2007 erneut durchgeführt wurde.
2008 wurde ein neuer Modus eingeführt. Damals gab es elf Viertelfinals mit jeweils drei Liedern, von denen jeweils eines direkt weitergewählt wurde. Eine Jury wählte aus den anderen Liedern drei Beiträge für ein zwölftes Viertelfinale aus. Die zwölf Gewinner wurden auf vier Halbfinals verteilt. Von drei Liedern wurden jeweils zwei per Telefonvoting in das Finale gewählt. Auch im Finale entschieden ausschließlich die Zuschauer über den Sieger.
2009 wurde dieses komplizierte System entschlankt. Seitdem gibt es keine Viertelfinals mehr, nur noch zwei Halbfinals und ein Finale. Die Entscheidung über die Finalteilnehmer und des Gewinners fällt nach wie vor durch Telefonvoting.
2021 verzichtete der Fernsehsender RÚV auf einen Vorentscheid und wählte Daði & Gagnamagnið intern aus.

## Sprachen
Island blieb seiner Landessprache bis einschließlich 1998 immer treu. In den Jahren 1986 bis 1997 wurden die isländischen Beiträge regelkonform in der Landessprache vorgetragen, auch wenn von allen Liedern eine englische Fassung aufgenommen wurde. Nach dem Fall der Sprachregel änderte sich das Bild, seitdem wurden bis auf 2013, 2019 und 2022 alle Beiträge komplett auf Englisch gesungen (2010: Französischsprachige Titelzeile). In den Jahren, in denen ein nationaler Vorentscheid stattfand, mussten bei diesem jeweils alle Beiträge auf Isländisch vorgestellt werden, sodass in diesen Jahren auch isländische Fassungen existieren (2000, 2001, 2003, 2006, 2007 und seit 2011). 2013 hat Island zum ersten Mal mit einem Beitrag in der Landessprache teilgenommen, ohne dass die Regeln dies vorschreiben. 2019 sang Island zum zweiten Mal auf Isländisch, ohne dass es die Regeln vorschreiben.

## Kommentatoren und Punktesprecher
| Jahr | Kommentatoren                                                                          | Punktesprecher                 |
| ---- | -------------------------------------------------------------------------------------- | ------------------------------ |
| 1970 | –                                                                                      | Keine Teilnahme                |
| 1971 | Björn Matthíasson                                                                      | Keine Teilnahme                |
| 1972 | Björn Matthíasson                                                                      | Keine Teilnahme                |
| 1973 | Jón O. Edwald                                                                          | Keine Teilnahme                |
| 1974 | –                                                                                      | Keine Teilnahme                |
| 1975 | Dóra Hafsteinsdóttir                                                                   | Keine Teilnahme                |
| 1976 | Jón Skaptason                                                                          | Keine Teilnahme                |
| 1977 | –                                                                                      | Keine Teilnahme                |
| 1978 | Ragna Ragnars                                                                          | Keine Teilnahme                |
| 1979 | Björn Baldursson                                                                       | Keine Teilnahme                |
| 1980 | Björn Baldursson                                                                       | Keine Teilnahme                |
| 1981 | Dóra Hafsteinsdóttir                                                                   | Keine Teilnahme                |
| 1982 | Pálmi Jóhannesson                                                                      | Keine Teilnahme                |
| 1983 | –                                                                                      | Keine Teilnahme                |
| 1984 | Kein Kommentator                                                                       | Keine Teilnahme                |
| 1985 | Hinrik Bjarnason                                                                       | Keine Teilnahme                |
| 1986 | Þorgeir Ástvaldsson                                                                    | Guðrún Skúladóttir             |
| 1987 | Kolbrún Halldórsdóttir                                                                 | Guðrún Skúladóttir             |
| 1988 | Hermann Gunnarsson                                                                     | Guðrún Skúladóttir             |
| 1989 | Arthúr Björgvin Bollason                                                               | Erla Björk Skúladóttir         |
| 1990 | Arthúr Björgvin Bollason                                                               | –                              |
| 1991 | Arthúr Björgvin Bollason                                                               | –                              |
| 1992 | Árni Snævarr                                                                           | –                              |
| 1993 | Jakob Frímann Magnússon                                                                | –                              |
| 1994 | Jakob Frímann Magnússon                                                                | Sigríður Arnardóttir           |
| 1995 | Jakob Frímann Magnússon                                                                | Áslaug Dóra Eyjólfsdóttir      |
| 1996 | Jakob Frímann Magnússon                                                                | Svanhildur Konráðsdóttir       |
| 1997 | Jakob Frímann Magnússon                                                                | Svanhildur Konráðsdóttir       |
| 1998 | Páll Óskar Hjálmtýsson                                                                 | Nicht qualifiziert             |
| 1999 | Gísli Marteinn Baldursson                                                              | Áslaug Dóra Eyjólfsdóttir      |
| 2000 | Gísli Marteinn Baldursson                                                              | Ragnheiður Elín Clausen        |
| 2001 | Gísli Marteinn Baldursson                                                              | Eva María Jónsdóttir           |
| 2002 | Logi Bergmann Eiðsson                                                                  | Nicht qualifiziert             |
| 2003 | Gísli Marteinn Baldursson                                                              | Eva María Jónsdóttir           |
| 2004 | Gísli Marteinn Baldursson                                                              | Sigrún Ósk Kristjánsdóttir     |
| 2005 | Gísli Marteinn Baldursson                                                              | Ragnhildur Steinunn Jónsdóttir |
| 2006 | Sigmar Guðmundsson                                                                     | Ragnhildur Steinunn Jónsdóttir |
| 2007 | Sigmar Guðmundsson                                                                     | Ragnhildur Steinunn Jónsdóttir |
| 2008 | Sigmar Guðmundsson                                                                     | Brynja Þorgeirsdóttir          |
| 2009 | Sigmar Guðmundsson                                                                     | Þóra Tómasdóttir               |
| 2010 | Sigmar Guðmundsson                                                                     | Yohanna                        |
| 2011 | Hrafnhildur Halldórsdóttir                                                             | Ragnhildur Steinunn Jónsdóttir |
| 2012 | Hrafnhildur Halldórsdóttir                                                             | Matthías Matthíasson           |
| 2013 | Felix Bergsson                                                                         | María Sigrún Hilmarsdóttir     |
| 2014 | Felix Bergsson                                                                         | Benedikt Valsson               |
| 2015 | Felix Bergsson                                                                         | Sigríður Halldórsdóttir        |
| 2016 | Gísli Marteinn Baldursson                                                              | Unnsteinn Manuel Stefánsson    |
| 2017 | Gísli Marteinn Baldursson                                                              | Björgvin Halldórsson           |
| 2018 | Gísli Marteinn Baldursson                                                              | Edda Sif Pálsdóttir            |
| 2019 | Gísli Marteinn Baldursson (Isländischer Kommentar) Alex Elliott (Englischer Kommentar) | Jóhannes Haukur Jóhannesson    |
| 2021 | Gísli Marteinn Baldursson (Isländischer Kommentar) Alex Elliott (Englischer Kommentar) | Hannes Óli Ágústsson           |
| 2022 | Gísli Marteinn Baldursson                                                              | Árný Fjóla Ásmundsdóttir       |
| 2023 | Gísli Marteinn Baldursson                                                              | Einar Stefánsson               |
| 2024 | Guðrún Dís Emilsdóttir                                                                 | Friðrik Ómar                   |
| 2025 | Guðrún Dís Emilsdóttir                                                                 | Hera Björk                     |

## Punktevergabe
Folgende Länder erhielten die meisten Punkte von oder vergaben die meisten Punkte an Island (Stand: 2024):
| Die meisten im Finale vergebenen Punkte | Die meisten im Finale vergebenen Punkte | Die meisten im Finale vergebenen Punkte |
| Platz                                   | Land                                    | Punkte                                  |
| --------------------------------------- | --------------------------------------- | --------------------------------------- |
| 1                                       | Schweden                                | 297                                     |
| 2                                       | Dänemark                                | 200                                     |
| 3                                       | Norwegen                                | 196                                     |
| 4                                       | Frankreich                              | 146                                     |
| 5                                       | Finnland                                | 127                                     |

| Die meisten im Finale erhaltenen Punkte | Die meisten im Finale erhaltenen Punkte | Die meisten im Finale erhaltenen Punkte |
| Platz                                   | Land                                    | Punkte                                  |
| --------------------------------------- | --------------------------------------- | --------------------------------------- |
| 1                                       | Schweden                                | 142                                     |
| 2                                       | Dänemark                                | 141                                     |
| 3                                       | Norwegen                                | 133                                     |
| 4                                       | Vereinigtes Königreich                  | 100                                     |
| 5                                       | Finnland                                | 090                                     |

| Die meisten insgesamt vergebenen Punkte | Die meisten insgesamt vergebenen Punkte | Die meisten insgesamt vergebenen Punkte |
| Platz                                   | Land                                    | Punkte                                  |
| --------------------------------------- | --------------------------------------- | --------------------------------------- |
| 1                                       | Schweden                                | 377                                     |
| 2                                       | Norwegen                                | 279                                     |
| 3                                       | Dänemark                                | 276                                     |
| 4                                       | Finnland                                | 232                                     |
| 5                                       | Portugal                                | 162                                     |

| Die meisten insgesamt erhaltenen Punkte | Die meisten insgesamt erhaltenen Punkte | Die meisten insgesamt erhaltenen Punkte |
| Platz                                   | Land                                    | Punkte                                  |
| --------------------------------------- | --------------------------------------- | --------------------------------------- |
| 1                                       | Dänemark                                | 239                                     |
| 2                                       | Schweden                                | 226                                     |
| 3                                       | Finnland                                | 215                                     |
| 4                                       | Norwegen                                | 199                                     |
| 5                                       | Spanien                                 | 155                                     |

### Vergaben der Höchstwertung
Seit 1986 vergab Island im Finale die Höchstpunktzahl 19 verschiedene Länder, davon achtmal an Dänemark. Im Halbfinale vergab Island die Höchstpunktzahl an 17 verschiedene Länder, davon dreimal an Dänemark und Finnland.
| Höchstwertung (Finale) | Höchstwertung (Finale) | Höchstwertung (Finale) |
| Jahr                   | Land                   | Platz (Finale)         |
| ---------------------- | ---------------------- | ---------------------- |
| 1986                   | Schweden               | 5                      |
| 1987                   | Deutschland            | 2                      |
| 1988                   | Jugoslawien            | 6                      |
| 1989                   | Zypern                 | 11                     |
| 1990                   | Frankreich             | 2                      |
| 1991                   | Schweden               | 1                      |
| 1992                   | Schweiz                | 15                     |
| 1993                   | Vereinigtes Königreich | 2                      |
| 1994                   | Irland                 | 1                      |
| 1995                   | Norwegen               | 1                      |
| 1996                   | Estland                | 5                      |
| 1997                   | Zypern                 | 5                      |
| 1998                   | Nicht qualifiziert     | Nicht qualifiziert     |
| 1999                   | Dänemark               | 8                      |
| 2000                   | Dänemark               | 1                      |
| 2001                   | Dänemark               | 2                      |
| 2002                   | Nicht qualifiziert     | Nicht qualifiziert     |
| 2003                   | Norwegen               | 4                      |
| 2004                   | Ukraine                | 1                      |
| 2005                   | Norwegen               | 9                      |
| 2006                   | Finnland               | 1                      |
| 2007                   | Finnland               | 17                     |
| 2008                   | Dänemark               | 15                     |
| 2009                   | Norwegen               | 1                      |
| 2010                   | Dänemark               | 4                      |
| 2011                   | Dänemark               | 5                      |
| 2012                   | Schweden               | 1                      |
| 2013                   | Dänemark               | 1                      |
| 2014                   | Niederlande            | 2                      |
| 2015                   | Schweden               | 1                      |
| 2016                   | Niederlande (J)        | 11                     |
| 2016                   | Schweden (T)           | 5                      |
| 2017                   | Portugal (J & T)       | 1                      |
| 2018                   | Österreich (J)         | 3                      |
| 2018                   | Dänemark (T)           | 9                      |
| 2019                   | Schweden (J)           | 5                      |
| 2019                   | Norwegen (T)           | 6                      |
| 2020                   | Wettbewerb abgesagt    | Wettbewerb abgesagt    |
| 2021                   | Schweiz (J)            | 3                      |
| 2021                   | Finnland (T)           | 6                      |
| 2022                   | Schweden (J)           | 4                      |
| 2022                   | Ukraine (T)            | 1                      |
| 2023                   | Australien (J)         | 9                      |
| 2023                   | Finnland (T)           | 2                      |
| 2024                   | Frankreich (J)         | 4                      |
| 2024                   | Kroatien (T)           | 2                      |
| 2025                   | Schweden (J)           | 4                      |
| 2025                   | Polen (T)              | 14                     |

| Höchstwertung (Halbfinale) | Höchstwertung (Halbfinale) | Höchstwertung (Halbfinale) |
| Jahr                       | Land                       | Platz (Halbfinale)         |
| -------------------------- | -------------------------- | -------------------------- |
| 2004                       | Dänemark                   | 13                         |
| 2005                       | Norwegen                   | 6                          |
| 2006                       | Finnland                   | 1                          |
| 2007                       | Ungarn                     | 2                          |
| 2008                       | Dänemark                   | 3                          |
| 2009                       | Finnland                   | 12                         |
| 2010                       | Belgien                    | 1                          |
| 2011                       | Finnland                   | 3                          |
| 2012                       | Zypern                     | 7                          |
| 2013                       | Norwegen                   | 3                          |
| 2014                       | Niederlande                | 1                          |
| 2015                       | Schweden                   | 1                          |
| 2016                       | Niederlande (J)            | 11                         |
| 2016                       | Russland (T)               | 3                          |
| 2017                       | Portugal (J & T)           | 1                          |
| 2018                       | Albanien (J)               | 8                          |
| 2018                       | Tschechien (T)             | 3                          |
| 2019                       | Australien (J)             | 1                          |
| 2019                       | Tschechien (T)             | 2                          |
| 2020                       | Wettbewerb abgesagt        | Wettbewerb abgesagt        |
| 2021                       | Schweiz (J)                | 1                          |
| 2021                       | Dänemark (T)               | 11                         |
| 2022                       | Norwegen (J)               | 6                          |
| 2022                       | Ukraine (T)                | 1                          |
| 2023                       | Australien                 | 1                          |
| 2024                       | Kroatien                   | 1                          |
| 2025                       | Schweden                   | 4                          |

## Verschiedenes
- Die englischen Versionen sowohl des Beitrages von 1987 als auch von 1990 heißen One More Song.
- Bevor er 1995 intern als Vertreter ausgewählt wurde, hatte Bo Halldórsson bereits sechs Mal an der isländischen Vorentscheidung teilgenommen.
- In der Studiofassung des Beitrages von 2006, die auch auf der Compilation-CD des Eurovision Song Contest enthalten ist, ist die Zeile “I’ll fucking win” enthalten, es ist das erste und bisher einzige Mal, dass ein „schmutziges Wort“ auf einer offiziellen CD des Wettbewerbs enthalten ist. In der Live-Version ersetzte Silvia Night die Zeile nach Drohungen durch die EBU, sie zu disqualifizieren, durch das ähnlich klingende “I’ll freaking win”. Bei den Proben hatte sie zuvor auf der Originalversion beharrt.
- Manche Beiträge wurden zwar in Isländisch im nationalen Vorentscheid präsentiert, wurden aber im internationalen Wettbewerb in Englisch aufgeführt. Seit 1999 war dies bis auf 2013 und 2019 in jedem Jahr der Fall.
- 2019 hielten bei der Punkteverkündung die Teilnehmer Hatari Palästinensische Banner in die Kamera. Dies verstößt gegen die Regeln des Wettbewerbs. Ob es Auswirkungen oder Sanktionen seitens der EBU gab ist bis heute unbekannt.
- 2021 wählte der Fernsehsender RÚV Daði & Gagnamagnið intern aus, da dieser aufgrund der Absage des Eurovision Song Contest 2020 dort nicht teilnehmen konnte und angekündigt hatte, bei einem erneuten Vorentscheid nicht teilnehmen zu wollen.[4]
- 2021 präsentierte der wegen seiner Rolle im Film Eurovision Song Contest: The Story of Fire Saga als Jaja Ding Dong Guy bekannte Hannes Óli Ágústsson die Punkte der isländischen Jury. Er wünschte sich, dass das Lied Jaja Ding Dong gespielt wird, und behauptete, dass die 12 Punkte der isländischen Jury an Jaja Ding Dong gehen würden.[8]

## Impressionen

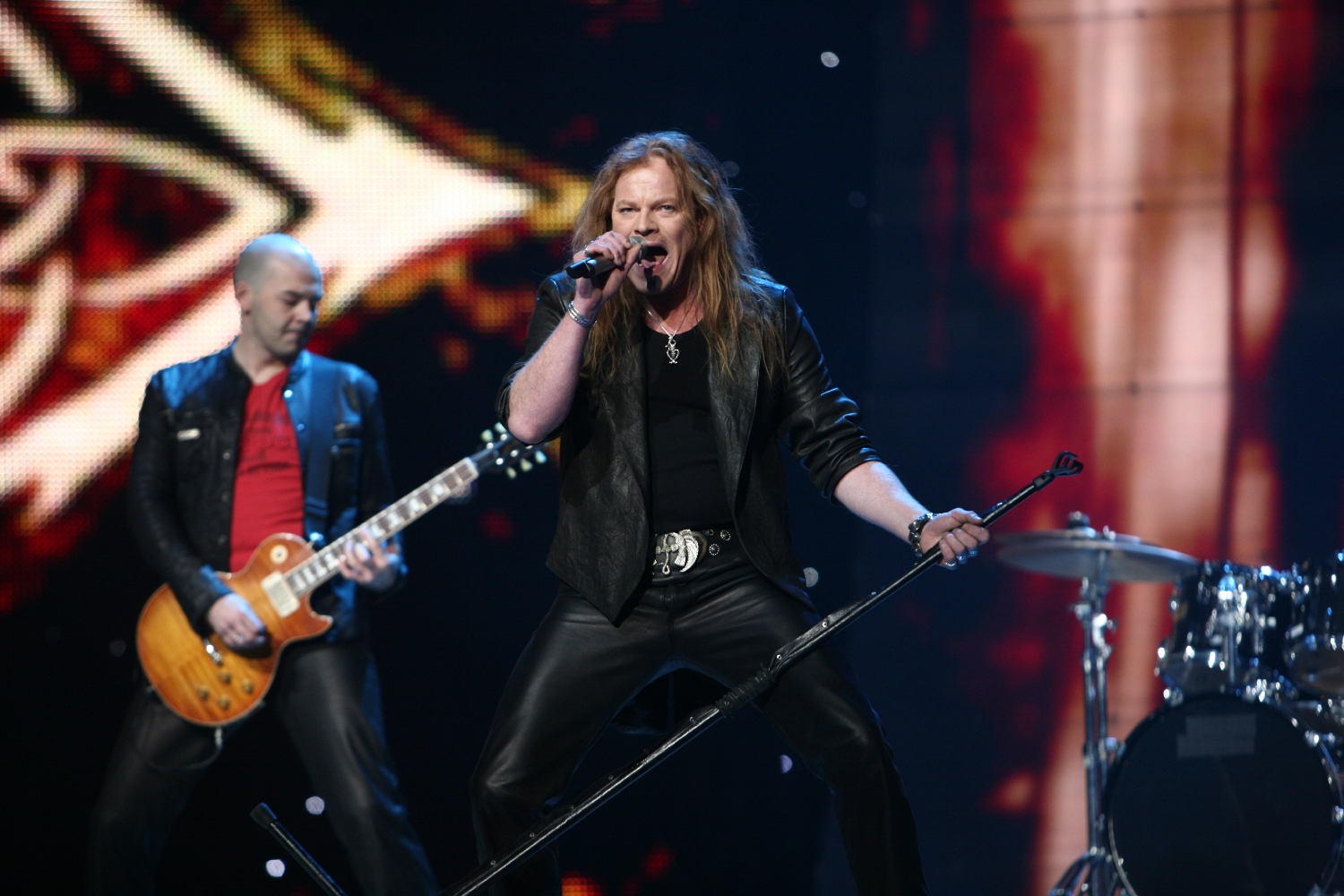
Eirikur Hauksson 2007
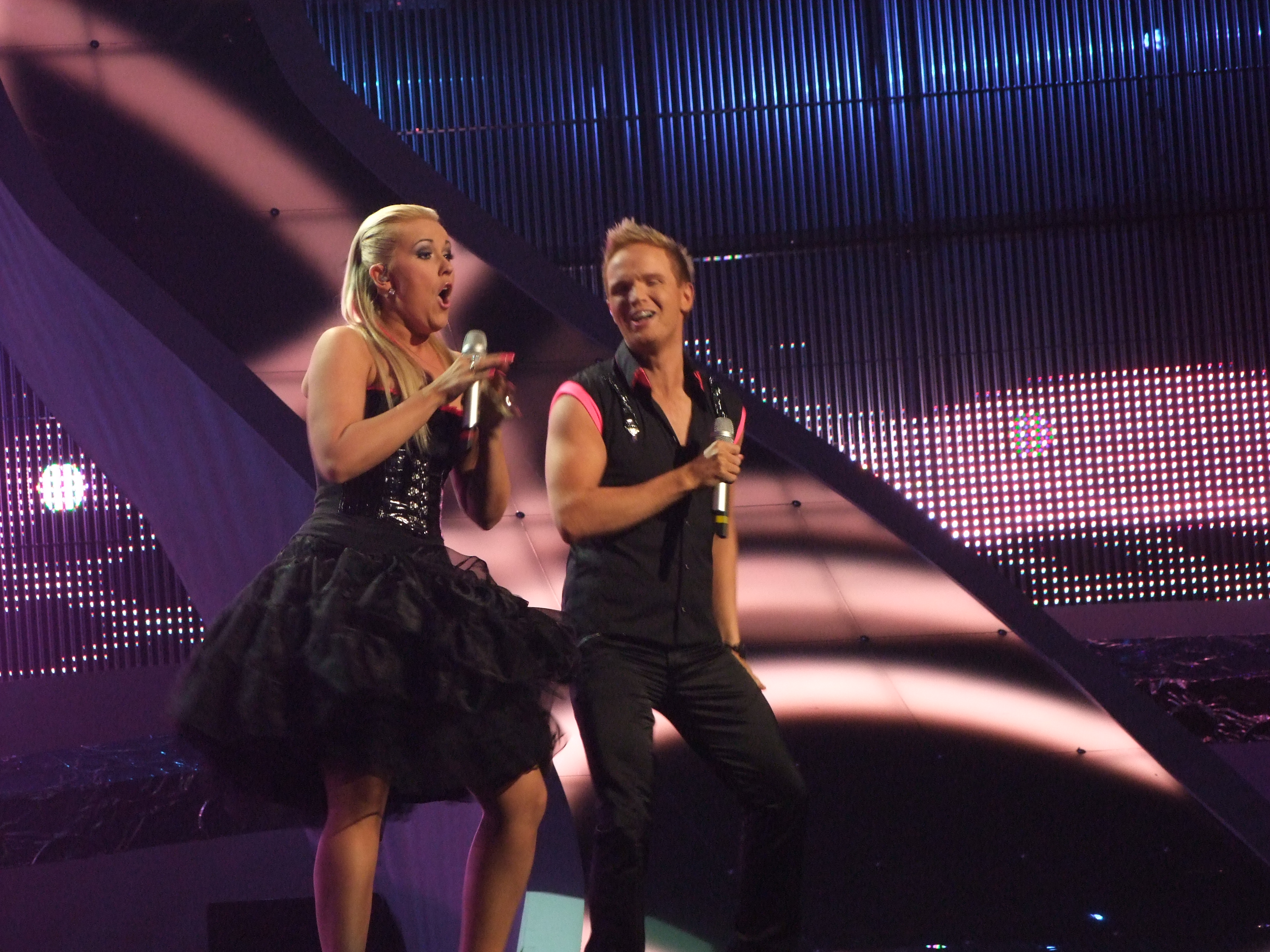
Euroband 2008
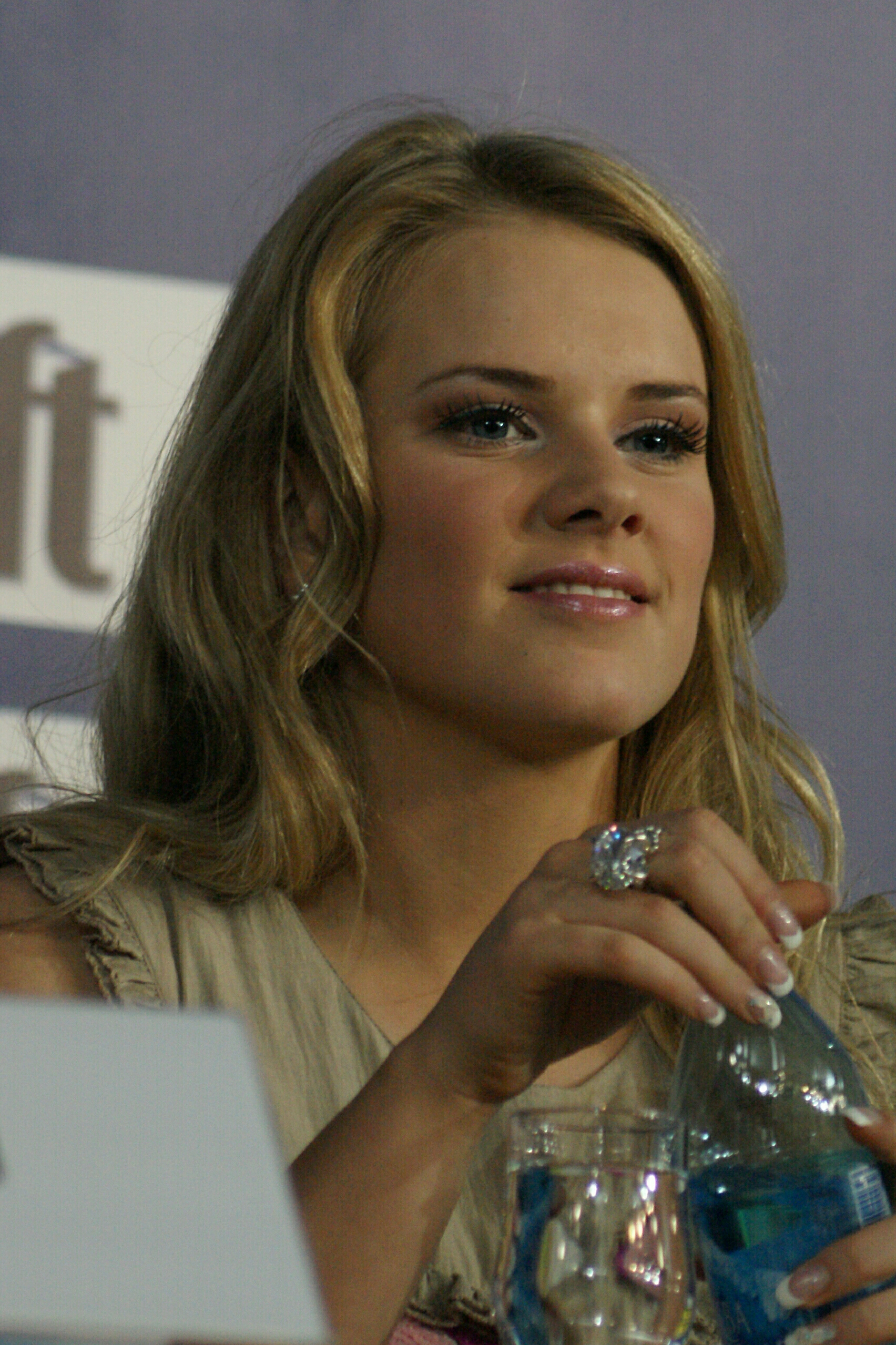
Yohanna 2009
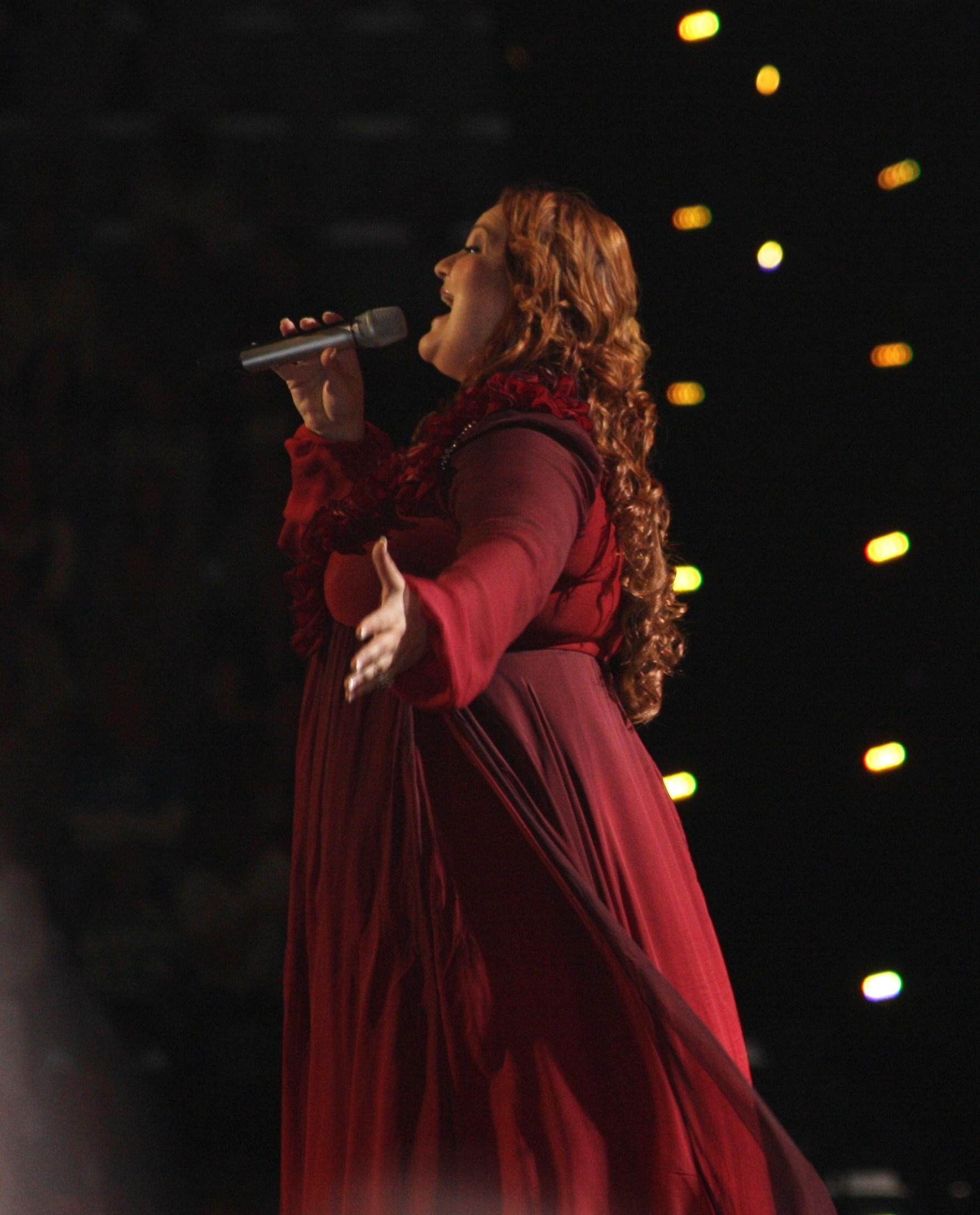
Hera Björk 2010
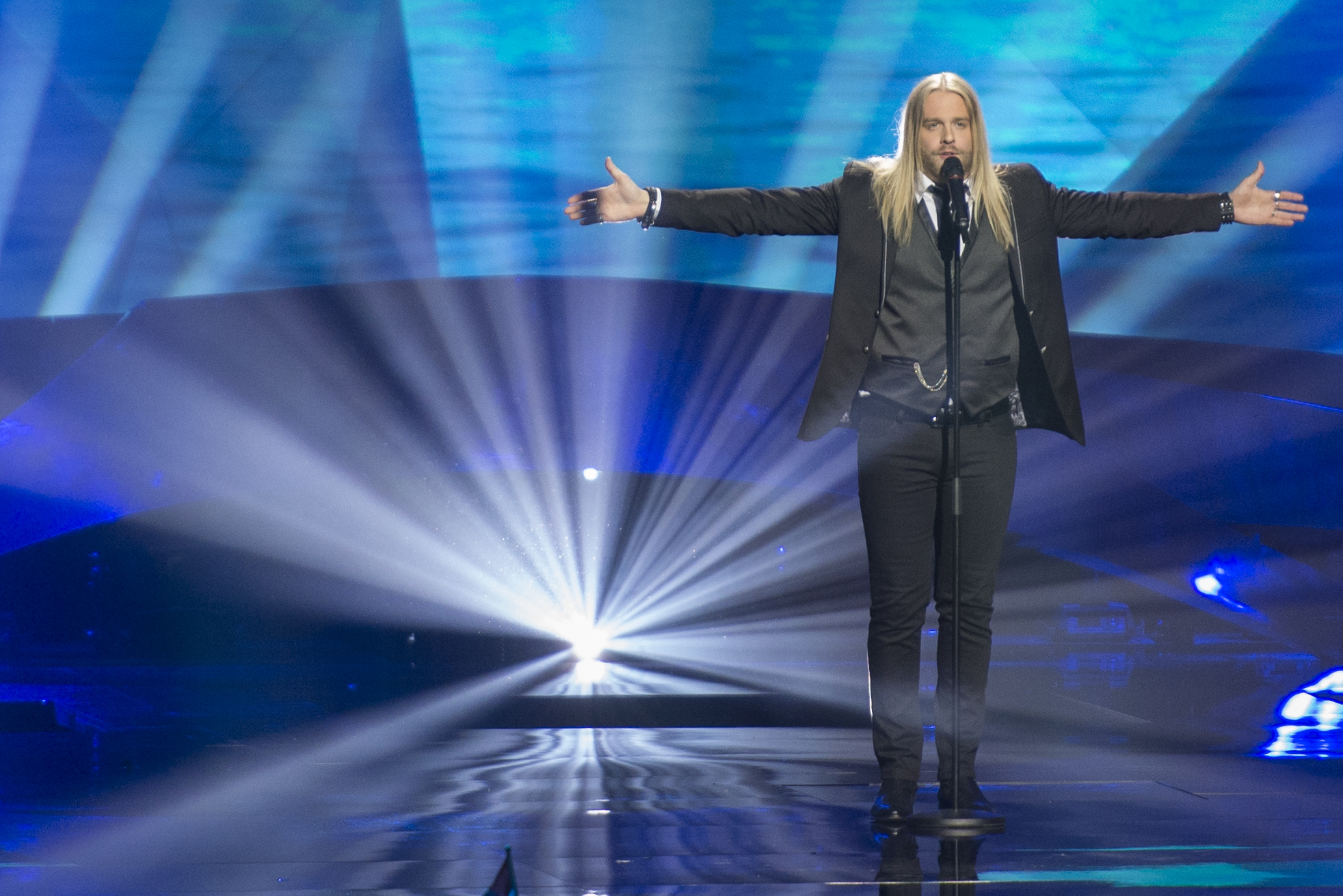
Eyþór Ingi 2013
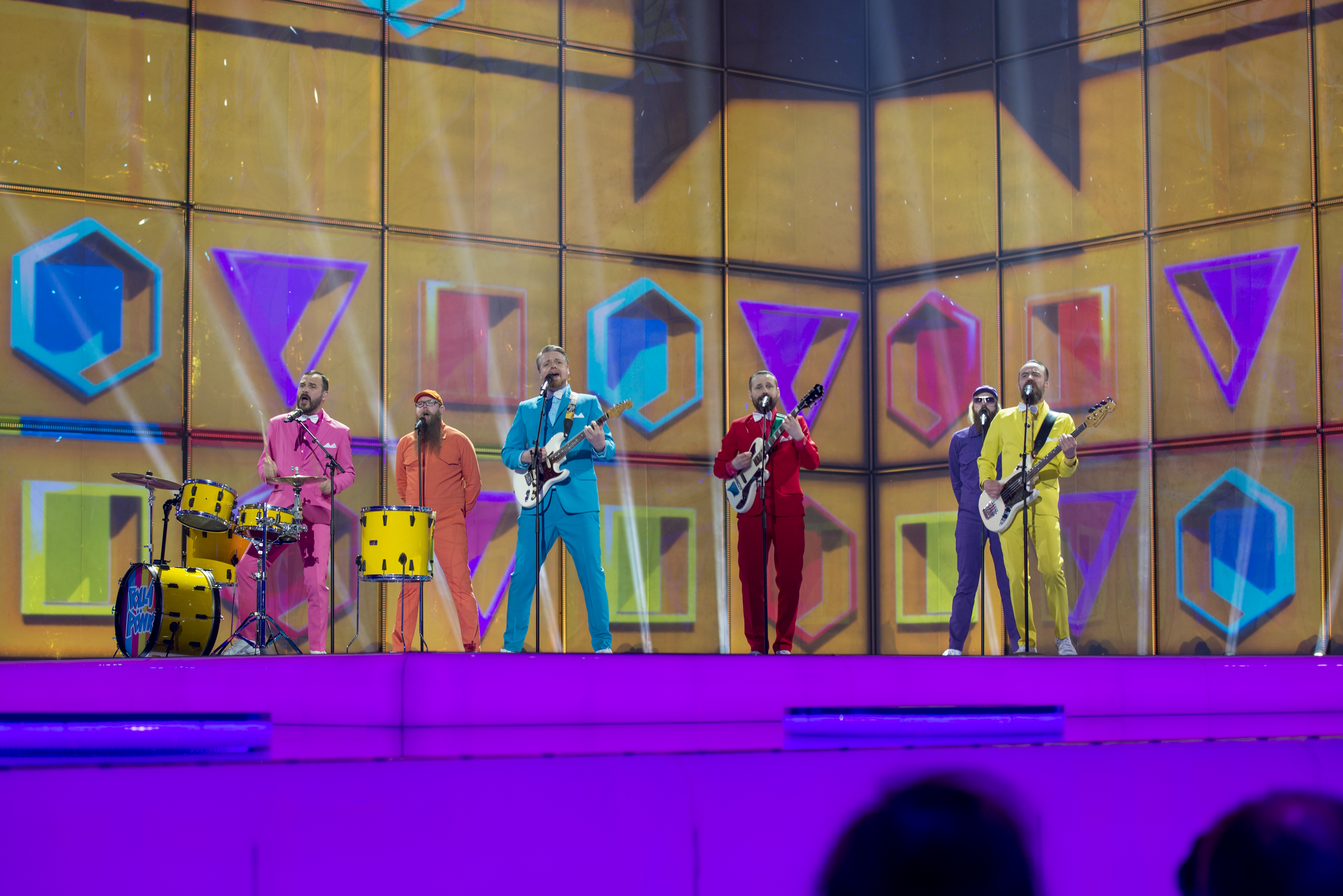
Pollapönk 2014
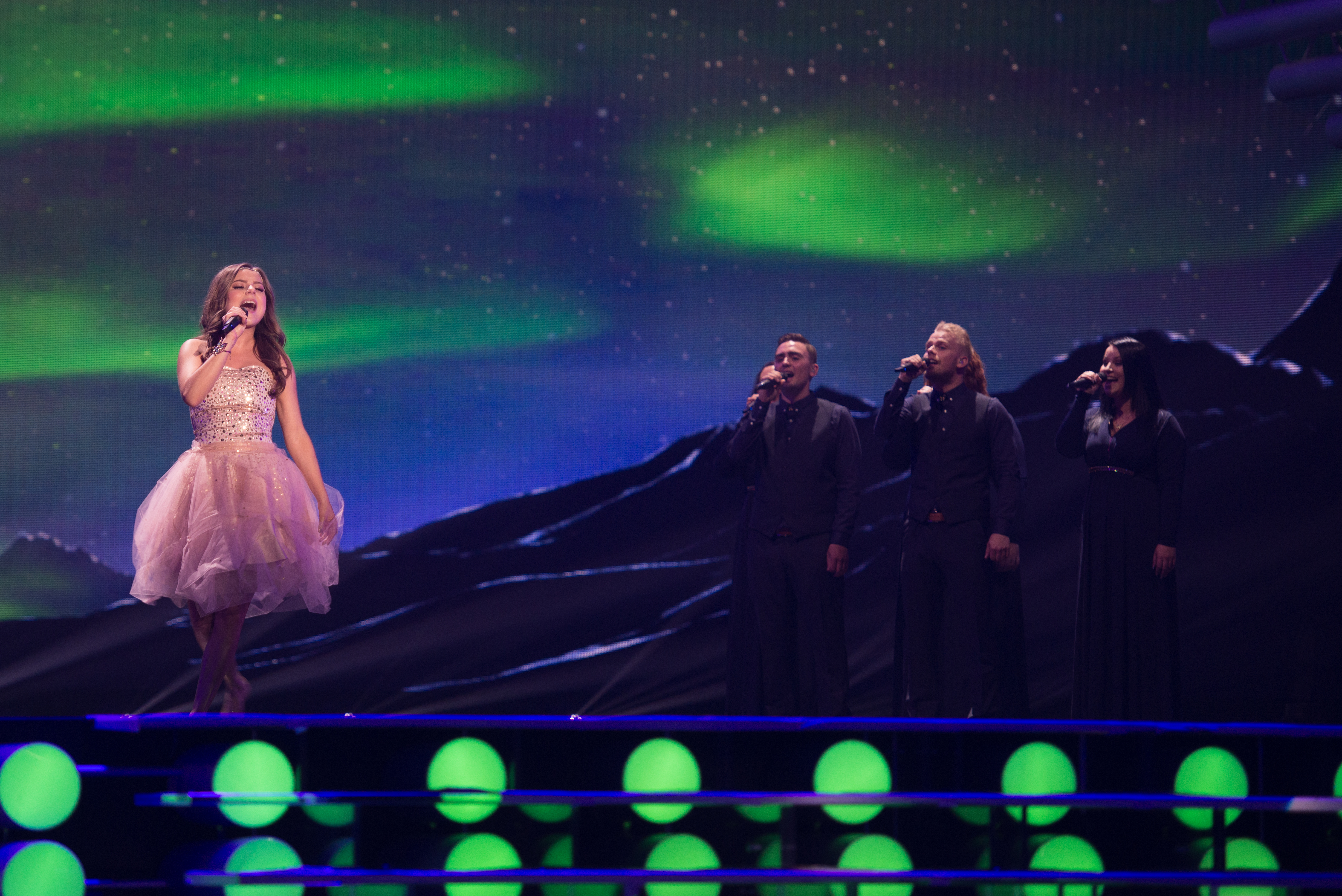
María Ólafsdóttir 2015
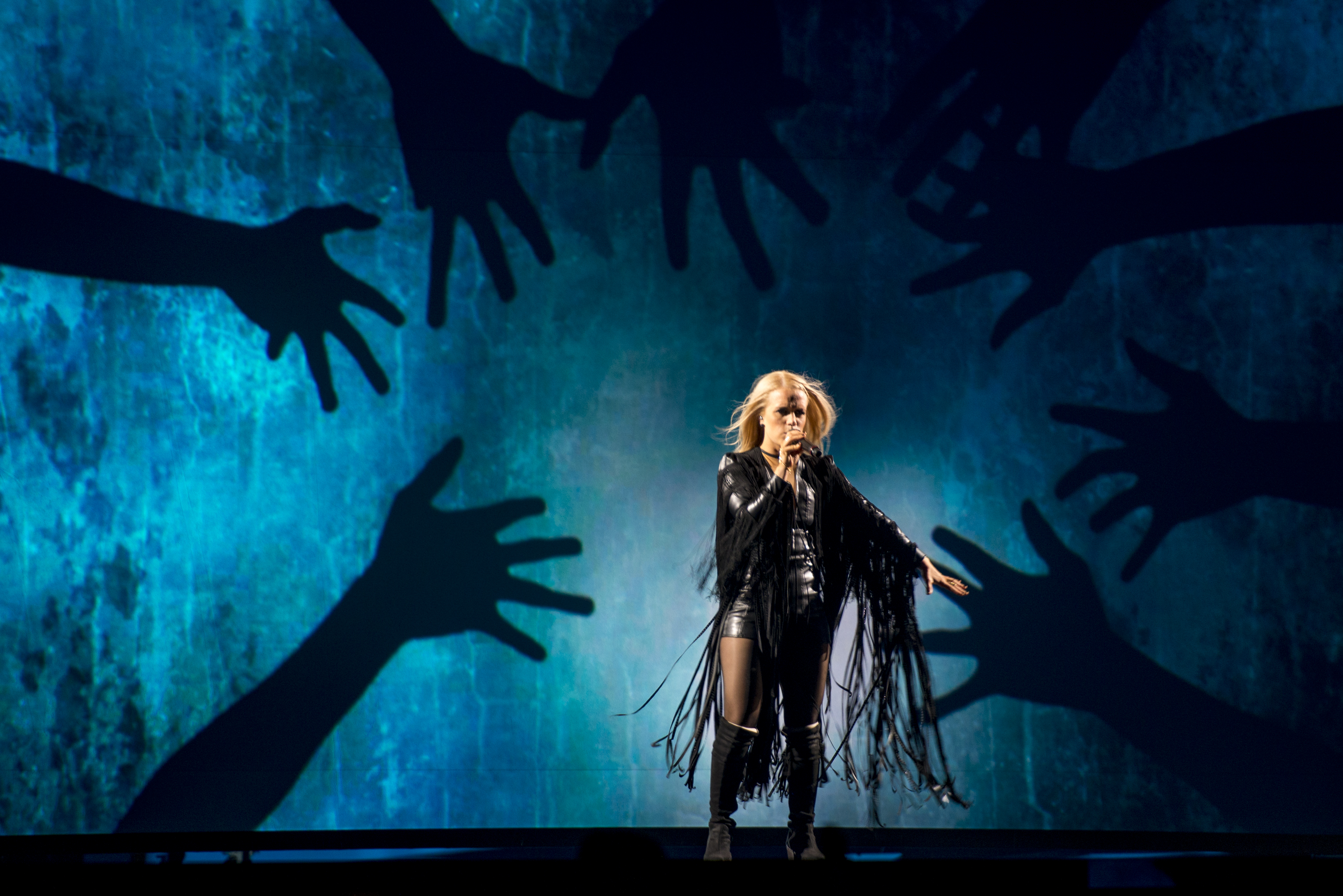
Greta Salóme 2016
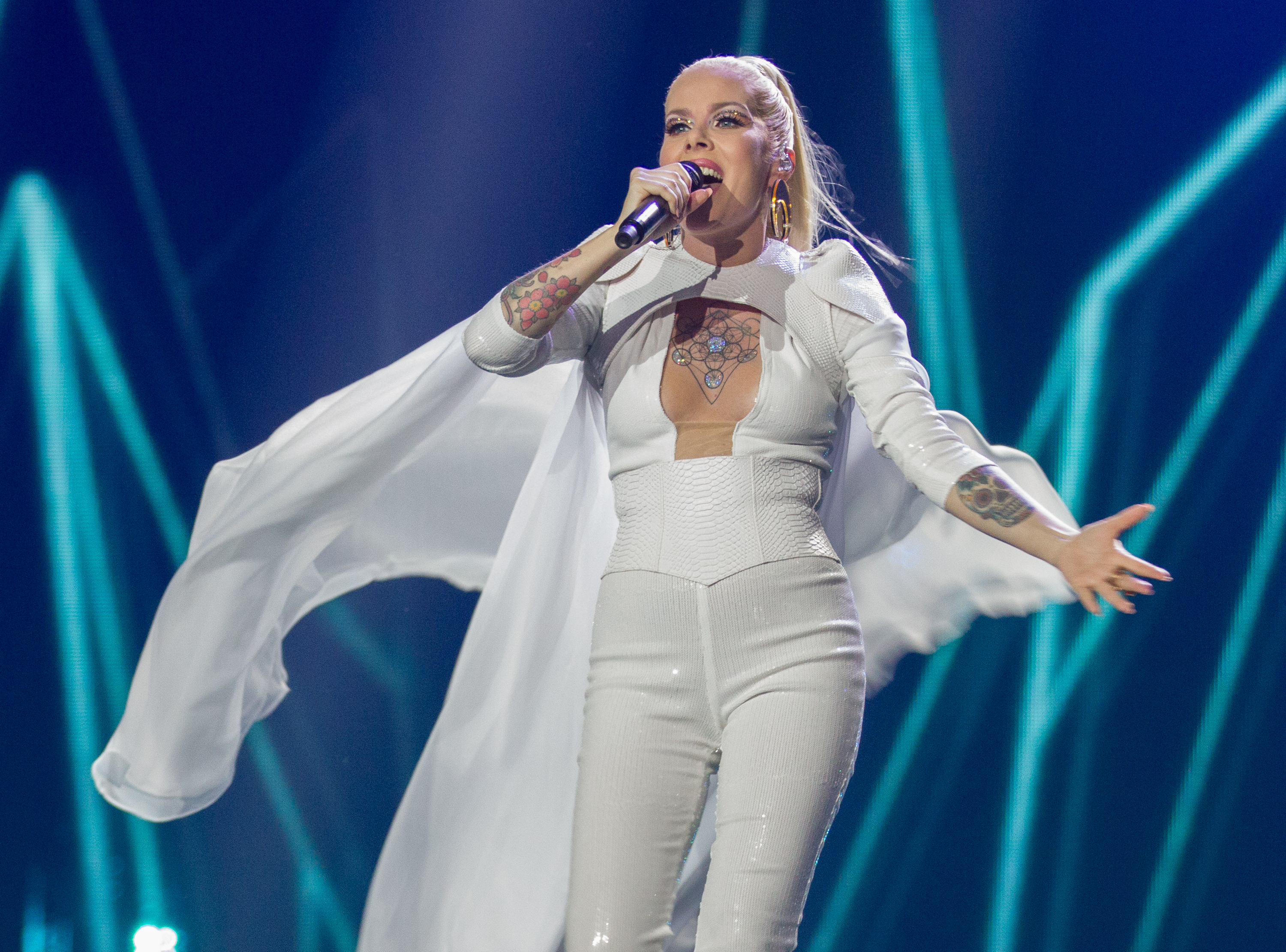
Svala 2017
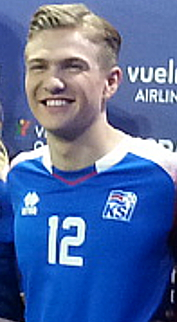
Ari Ólafsson 2018
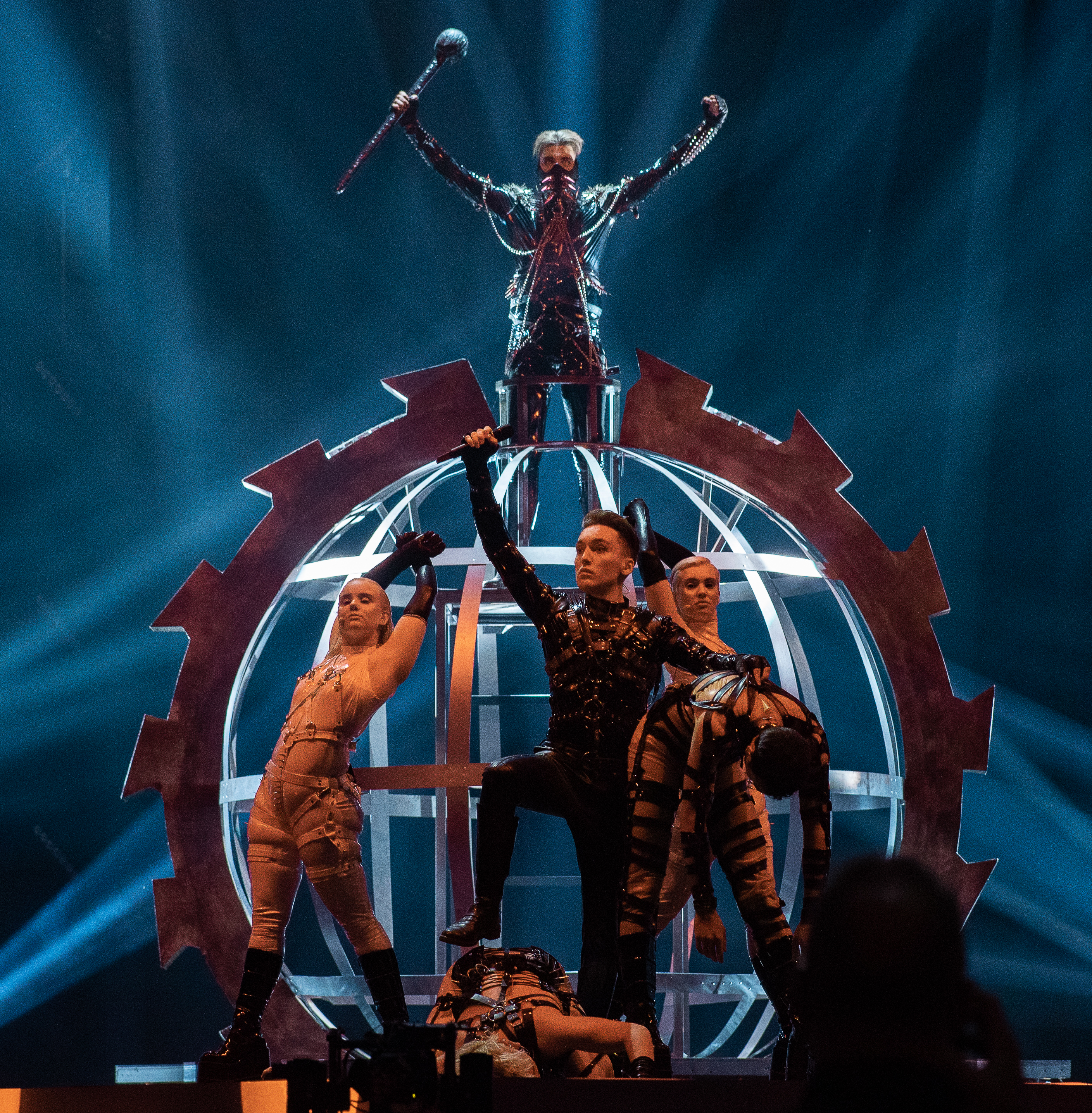
Hatari 2019
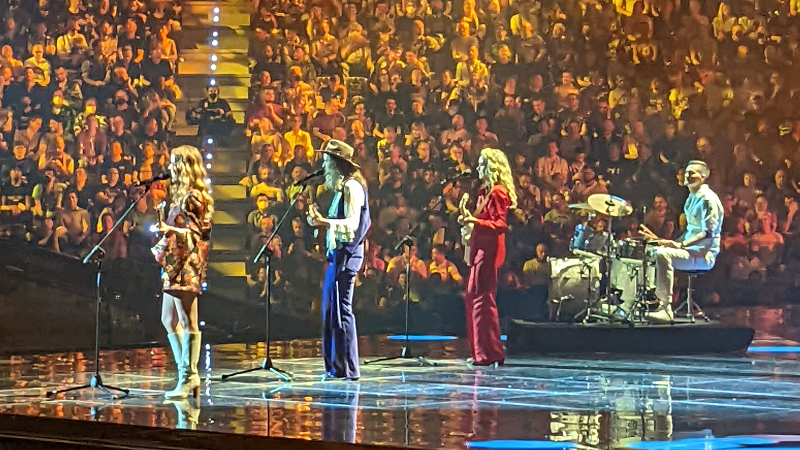
Systur 2022
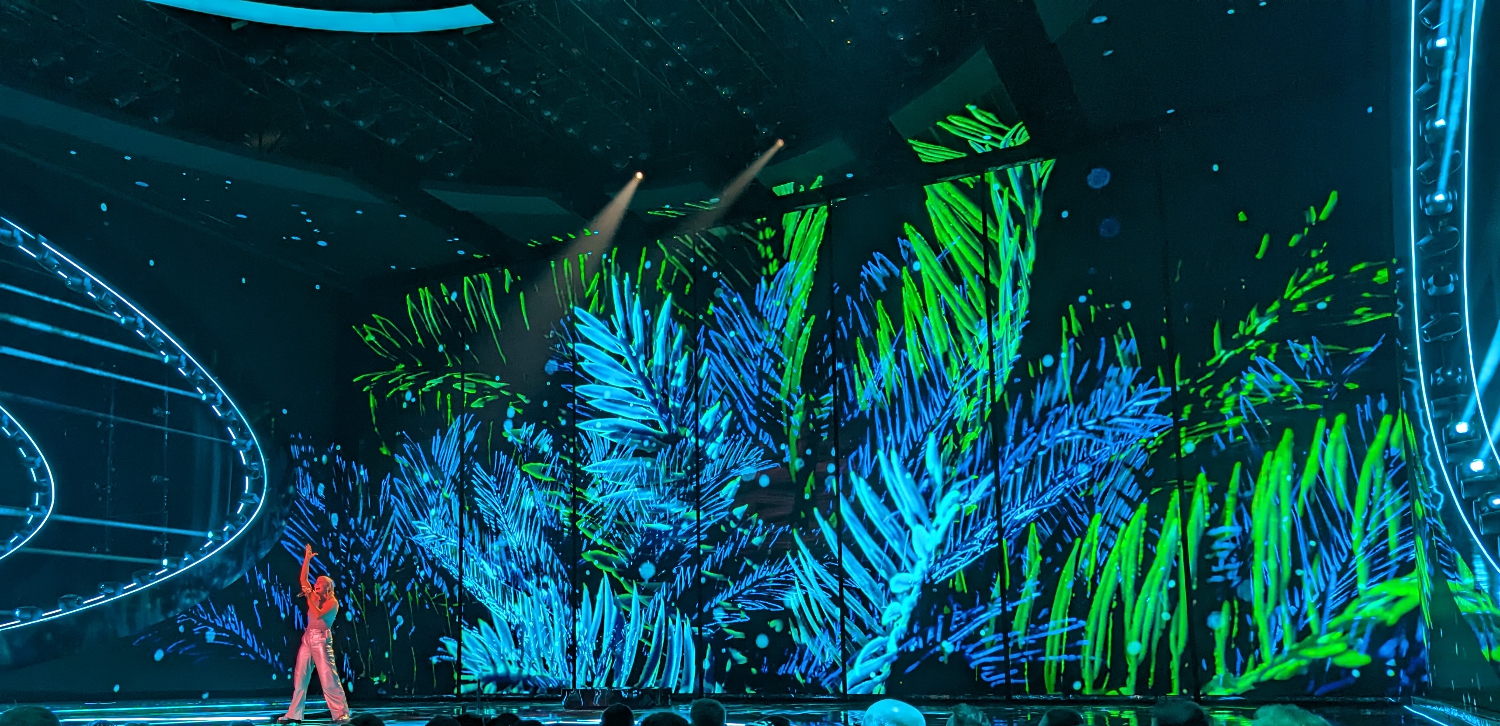
Diljá 2023
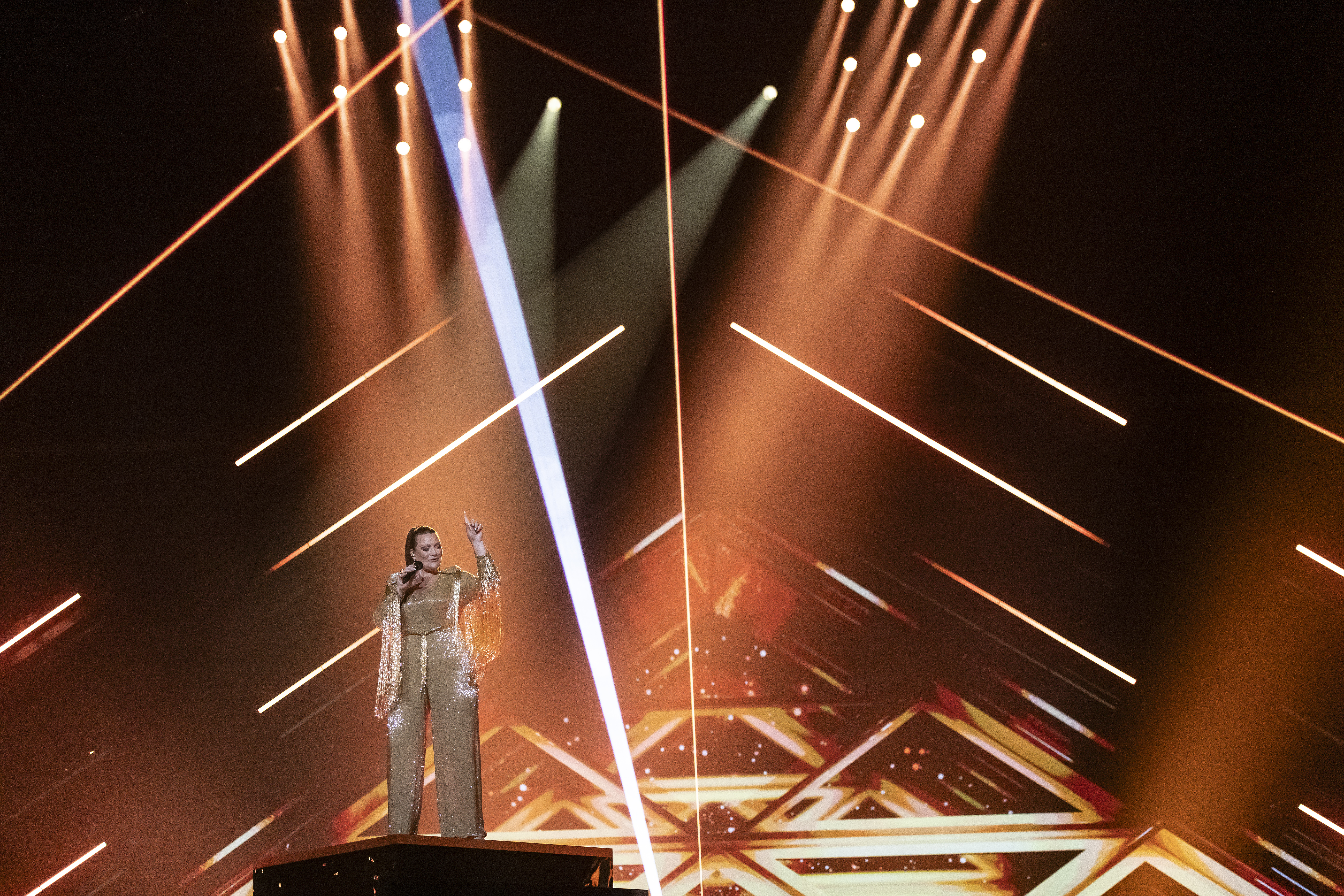
Hera Björk 2024
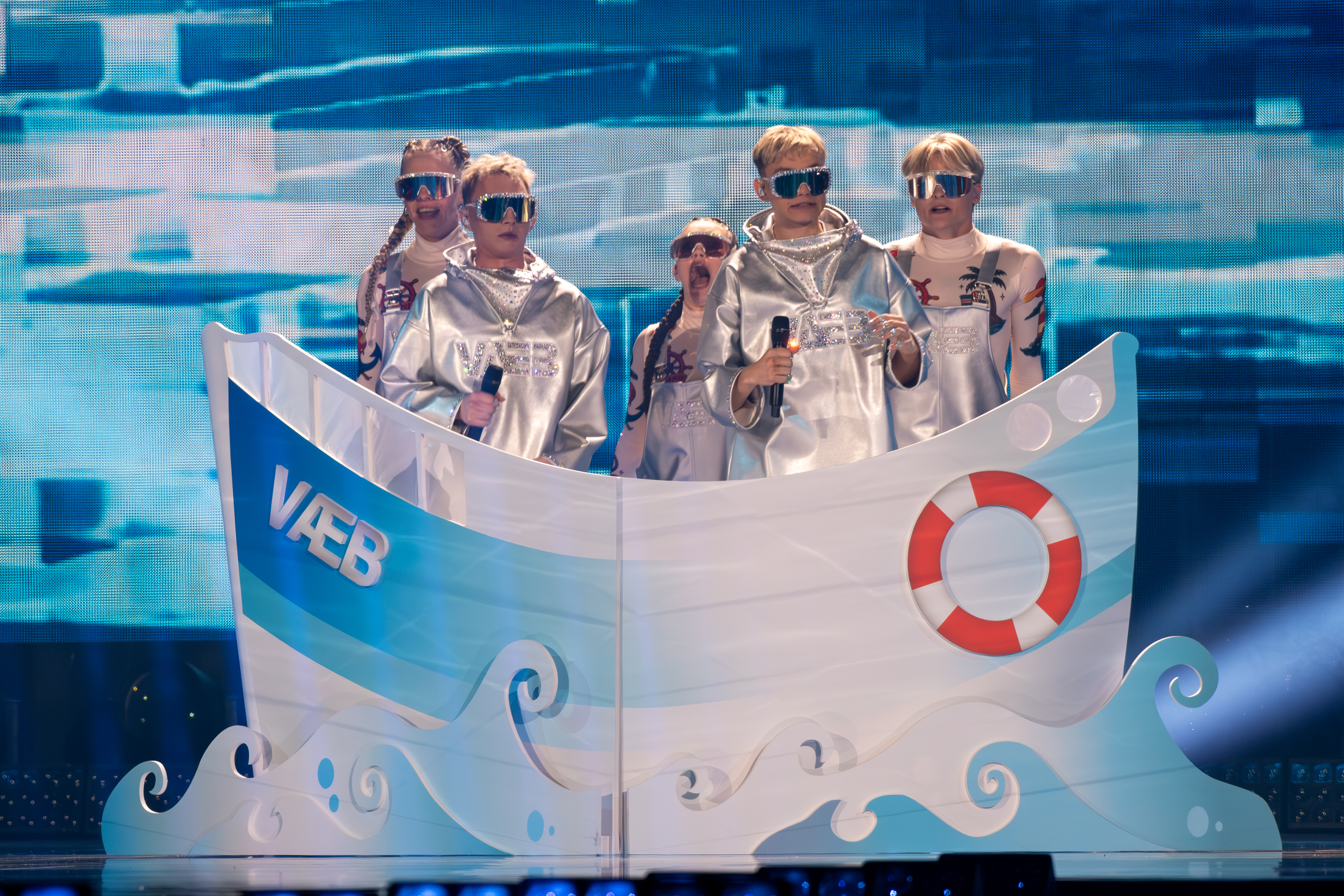
Væb 2025